# Владимир Ивич
Владимир Ивич (на сръбски: Владимир Ивић) е бивш сръбски футболист, играл като полузащитник, и настоящ треньор по футбол.

## Кариера

### Кариера като футболист
Родом от Зренянин, Ивич дебютира във футбола с екипа на местния Пролетер на 17 години. Четири сезона по-късно е закупен от Партизан. С „Гробарите“ се състезава в продължение на шест сезона, след което преминава в Борусия Мьонхенгладбах. В немския отбор обаче не успява да се наложи и записва участие в едва 4 мача за целия сезон. Вследствие от това през лятото на 2005 г. приема трансфер в посока Гърция, обличайки екипа на АЕК. С екипа на атинския клуб се подвизава до края на сезон 2006/07, когато става част от Арис Солун. След един успешен сезон с Арис, Ивич става играч на кръвния ПАОК. С екипа на „Черно-белите“ играе футбол до края на сезон 2011/12, когато прекратява активната си спортна кариера.
За националния отбор на Сърбия и Черна гора записва 8 мача, но никога не е първи избор.

### Кариера като треньор
Една година след като обявява края на кариерата си, Ивич се завръща в последния си отбор – ПАОК, и поема младежката формация до 21 години.
През март 2016 г. наследява Игор Тудор начело на първия тим. Под негово ръководство резултатите се подобряват, и успява да го изведе до второто място в първенството.
През 2017 г. печели Купата на Гърция.

## Успехи

### Като футболист
Партизан Белград
- Шампион на Югославия (3): 1998/99, 2001/02, 2002/03
- Носител на Купата на Югославия (1): 2000/01

### Като треньор
ПАОК
- Носител на Купата на Гърция (1): 2016/17